# Simon Watts

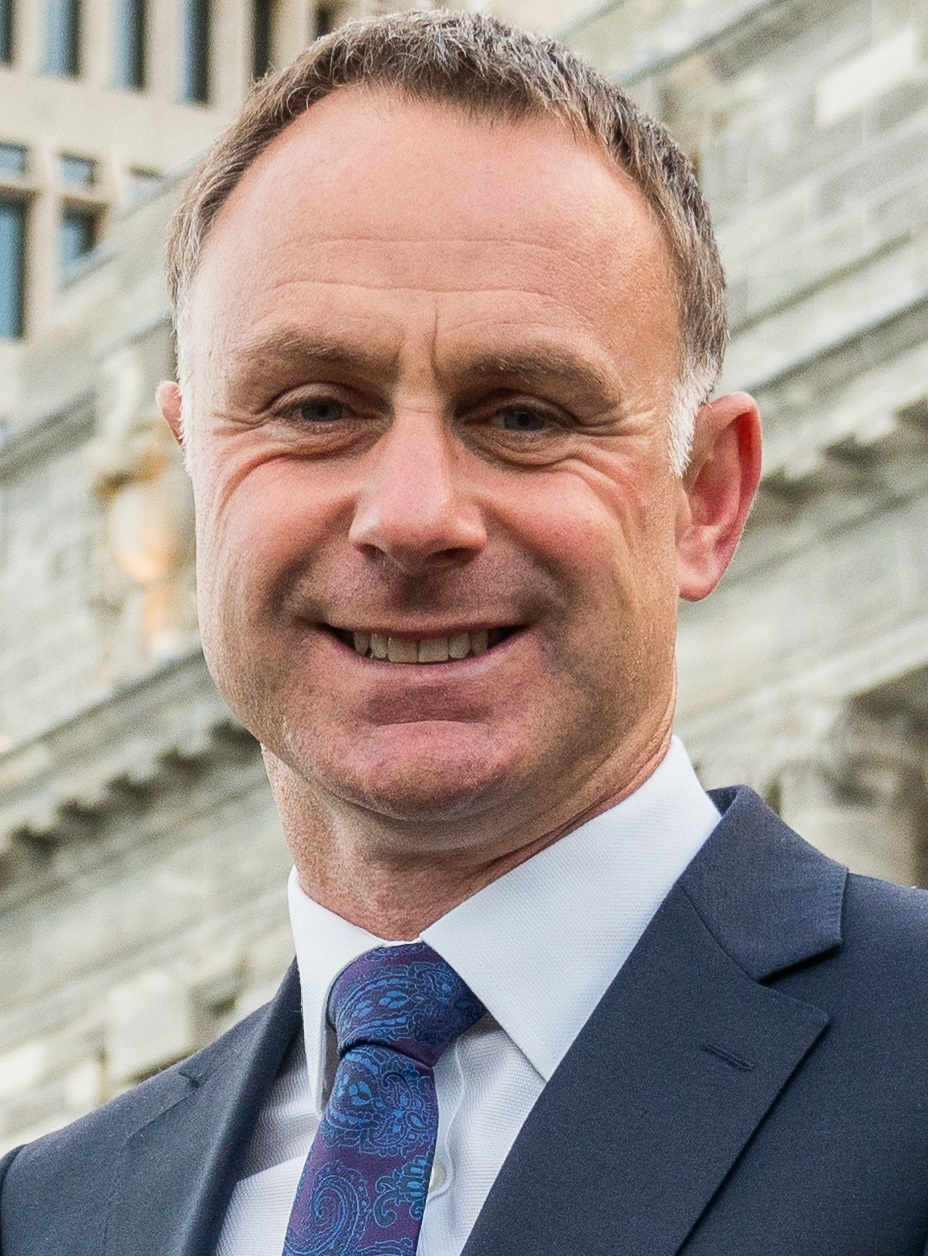
Simon Watts (Oktober 2020)

Simon Glen Watts (* 1979 in Cambridge, Waikato, Nordinsel) ist ein neuseeländischer Politiker der New Zealand National Party.

## Leben
Watts wurde 1979 als ältester von drei Jungen in Cambridge, Waikato geboren. Seine Eltern waren Farmer.
Er studierte die Fächer Rechnungswesen und Finanzen an der University of Waikato und schloss dort sein Studium mit einem Bachelor of Management Studies ab.

## Berufliche Karriere
Watts begann seine berufliche Karriere bei dem Unternehmen Deloitte und qualifizierte sich dort als Wirtschaftsprüfer.
Anschließend zog es ihn nacheinander nach Kanada, Irland und ins Vereinigte Königreich, wo er jeweils im Bankensektor arbeitete. Seine Zeit bei der Royal Bank of Scotland in London, bei der er über neun Jahre tätig war, fiel mit der Weltfinanzkrise 2007–2008 zusammen. Er sammelte insgesamt über zwanzig Jahre Erfahrung im internationalen Bank- und Finanzwesen, sowohl im privaten als auch im öffentlichen Bereich.
Im Jahr 2013 kam er zurück nach Neuseeland und begann ein Studium an der Auckland University of Technology, das er mit einem Bachelor of Science im Bereich der Paramedicine 2015 abschloss. Mit dem Abschluus war es ihm möglich als freiwilliger Sanitäter bei der gemeinnützigen Organisation St John zu arbeiten. Ab 2016 arbeitete er beim Waitematā District Health Board als stellvertretender Finanzchef und wurde Vorstandsmitglied im Diabetes NZ Charitable Trust.

## Politische Karriere
Als die Politikerin Maggie Barry entschied zur Parlamentswahl im Jahr 2020 nicht mehr anzutreten und ihren Wahlkreis North Shore zur Verfügung stellte, kandidierte Watts über den Wahlkreis erstmalig für einen Sitz im Neuseeländischen Parlament und gewann mit 45,47 % von den abgegebenen Stimmen sein Direktmandat, wogegen die New Zealand Labour Party in dem Wahlkreis mit 41,17 % die Mehrheit auf sich vereinigen konnte. Drei Jahre später holte er in beiden Zählungen die absolute Mehrheit und konnte mit 60,76 % für sein Direktmandat innerhalb seiner Partei glänzen.
Ergebnisse des Wahlkreises North Shore:
| Wahljahr | Direktkandidat | Stimmen | Partei         | Stimmen |
| -------- | -------------- | ------- | -------------- | ------- |
| 2020     | Simon Watts    | 45,47 % | Labour Party   | 41,17 % |
| 2023     | Simon Watts    | 60,76 % | National Party | 50,80 % |

Mit dem guten Abschneiden der National Party zur Parlamentswahl des Jahres 2023 konnte Christopher Luxon mit seiner Partei über eine Drei-Parteien-Koalition eine Regierung bilden. Watts übernahm zwei Ministerämter, wurde allerdings nicht Mitglied des Kabinetts.

### Ministerämter in der Regierung Luxon
Mit der Regierungsbildung vom 27. November 2023 übernahm Watts folgende Ministerämter:
| Minister                   | vom               | bis     |
| -------------------------- | ----------------- | ------- |
| Minister of Climate Change | 27. November 2023 | aktuell |
| Minister of Revenue        | 27. November 2023 | aktuell |

Quelle: Department of the Prime Minister and Cabinet

## Familie
Watts ist mit seiner Frau Shannon verheiratet und hat zwei Söhne.